# حارة الدحيدح (صنعاء)
الدحيدح هي إحدى حارات حي سدس الروض بمدينة الروضة شمال العاصمة اليمنية "صنعاء"، بلغ تعداد سكانها 287 نسمة حسب تعداد اليمن لعام 2004.